# Твёрдый (миноносец)
«Твёрдый» — русский и советский эскадренный миноносец типа «Твёрдый».

## Строительство
Заложен на Охтинской судоверфи фирмы «В:мъ Крейтонъ и Ко.» в 1904 году, перевезён во Владивосток в разобранном состоянии. После сборки спущен на воду 2 октября 1906 года. Вступил в строй Сибирской военной флотилии 4 июля 1907 года.

## Служба
30 октября 1907 года на миноносце, как и на ряде других кораблей Сибирской флотилии, произошло вооруженное выступление матросов. Благодаря действиям лейтенанта П. О. Шишко, захват миноносца восставшими был предотвращен.
Прошёл капитальный ремонт корпуса и механизмов в 1912—1913 годах на Механическом заводе Владивостокского порта.
Во время интервенции с 30 июня 1918 года находился под контролем японцев. 
25 октября 1922 года перешёл под контроль советской власти, с ноября 1922 года зачислен в состав Морских сил Дальнего Востока с переименованием в «Лазо». 
Прошёл капитальный ремонт с марта по август 1923 года. 
С 16 октября 1925 года находился во Владивостоке на хранении. 
29 апреля 1927 года исключён из списков судов РККФ с передачей на слом.

## Командиры
- 13.06.1905 — хх.хх.1906 — лейтенант Игнатьев, Михаил Николаевич
- хх.хх.1907 — хх.хх.1910 — лейтенант Шишко, Павел Оттонович
- [1]